# Ludvík IV. Dítě
Ludvík IV. Dítě (německy Ludwig das Kind, 893 v Altöttingu v Bavorsku – 20. nebo 24. září 911) byl poslední karlovský král východofranské říše. Byl jediným legitimním synem krále Arnulfa Korutanského a jeho ženy Ody (ta pocházela z rodu Konrádovců). Během jeho vlády byla země častým terčem útoků Maďarů.

## Východofranský král
Ludvíkův otec Arnulf zemřel na sklonku roku 899 a Ludvík jako jeho jediný manželský syn a dědic východofranské části karlovské říše byl korunován ve Forchheimu 4. února 900 ve svých šesti letech. Odtud přízvisko Dítě.
Ludvík byl velmi slabé tělesné konstituce, často nemocný. Praktický výkon panovnických pravomocí převzali jeho rádcové, zemská šlechta a duchovenstvo. Mezi nejvlivnější muže země tedy patřil mohučský arcibiskup Hatto I. a kostnický biskup Solomon III. Tito dva duchovní také byli příčinou, proč královský soud rozhodl ve sporu Konrádovců proti starším Babenberkům (Popponi) ve věci franského vévodství ve prospěch Konrádovců.
Ludvík se také pokusil bránit říši proti maďarské hrozbě, ale s malým úspěchem. Jeho armáda byla v bitvě na Lechu v roce 910 poražena (později je tamtéž Ota I. porazil) a sám král na následky válečných útrap zemřel 20. nebo 24. září 911 ve věku osmnácti let. Byl pohřben v klášteře svatého Jimrama v Řezně vedle svého otce. S ním také vymřela východní větev karlovské dynastie.
V následujících volbách zvolili východofranští velmoži franského vévodu Konráda svým králem.